# Rockstar Dundee
Rockstar Dundee, anciennement appelé Ruffian Games jusqu'en 2020, est un studio de développement de jeux vidéo britannique, fondé en 2008. Formé par deux membres, Billy Thomson et Gaz Liddon, du studio de développement Realtime Worlds. 
Les développeurs ont notamment travaillé sur Crackdown 2 (2010), la suite du jeu vidéo Crackdown (2007) de Realtime Worlds.
Le studio indépendant est acheté en octobre 2020 par l'éditeur Rockstar Games et est renommé Rockstar Dundee,,. 

## Histoire
Ruffian Games a été officiellement créée en décembre 2008. Le studio a été fondé par Billy Thomson (maintenant directeur de la création) et Gaz Liddon (maintenant le directeur du studio). L’équipe était composée de développeurs ayant "travaillé sur des jeux tels que Crackdown, Fable II et Project Gotham Racing". Cependant, avant l'annonce "officielle", des rumeurs circulaient selon lesquelles un studio était en développement pour la suite du jeu Realtime Worlds, Crackdown. Dès décembre 2008, des rumeurs ont couru selon lesquelles Ruffian Games aurait été créé pour créer une suite à Crackdown. À la lumière de ces rumeurs, Realtime Worlds a publié un communiqué affirmant qu'ils "poursuivraient leurs discussions avec Xbox au sujet d'une suite de Crackdown, bien qu'aucune offre n'ait été faite". Les rumeurs ont toutefois renversé Ruffian Games en tant que développeur financé par Microsoft.
Après l'annonce, peu de nouvelles ont circulé concernant le projet sur lequel le développeur travaillait actuellement. Le développeur avait caché son projet actuel: "Nous sommes maintenant en pleine production, nous avons hâte de partager le travail fantastique que ces gars ont produit", a déclaré Liddon. Le 22 mai 2009, il a été annoncé que le développeur avait ajouté 15 nouveaux membres à son équipe.
Lors de la conférence E3 2009 de Microsoft, Ruffian Games a annoncé que son projet était Crackdown 2 et qu’il sortira le 6 juillet 2010 en Amérique du Nord.
Ruffian Games est composé d'un grand nombre d'anciens employés de Realtime Worlds qui ont déménagé dans ce studio après l'échec d'APB: All Points Bulletin, la principale cause de l'effondrement de Realtime Worlds.
Le développeur travaillerait sur un redémarrage de la série Streets of Rage pour Sega en tant que titre en téléchargement numérique. Cependant, l’ancien employé Sean Noonan, tout en confirmant la rumeur concernant le jeu, a déclaré qu’il s’agissait d’un prototype mis au point huit semaines plus tard par un petit groupe d’employés du développeur.
Le 19 février 2013, Ruffian Games a dévoilé son nouveau projet autopublié Tribal Towers. Ils ont également confirmé qu'ils ne travaillaient pas actuellement sur une suite de la franchise Crackdown.
Le 27 janvier 2014, Ruffian Games a annoncé que Tribal Towers avait évolué pour devenir un nouveau projet intitulé Game of Glens. Il a été annoncé aux côtés de la nouvelle entreprise de Square Enix, « Collective », dans laquelle il s'agissait de l'un des 3 titres de lancement sur lesquels les utilisateurs pouvaient voter pour susciter l'intérêt du jeu.
Le 12 août 2014, Ruffian Games a dévoilé Hollowpoint sur PlayStation 4 et PC lors de la conférence de presse de Sony a la Gamescom. Le jeu devait être publié par Paradox Interactive. Cependant, Ruffian a annoncé la fin du partenariat avec Paradox en mars 2016 et le développement du titre a été suspendu. 
En octobre 2019, il est annoncé que Ruffian Games collabore avec Rockstar Games sur leur futurs titres, encore non annoncés, ; un an plus tard, en octobre 2020, le studio passe officiellement sous le giron de l'éditeur et devient Rockstar Dundee. Thomson et Liddon restent à la tête du studio.

## Jeux développés
| Années | Titre          | Éditeur           | Plateforme        |
| ------ | -------------- | ----------------- | ----------------- |
| 2010   | Crackdown 2    | Xbox Game Studios | Xbox 360          |
| 2012   | Kinect Playfit | Xbox Game Studios | Xbox 360          |
| 2017   | Fragmental     | Ruffian Games     | Microsoft Windows |

## Jeux collaboratifs
| Titre                             | Développeur Principal | Éditeur           | Années | Plateforme                  |
| --------------------------------- | --------------------- | ----------------- | ------ | --------------------------- |
| Kinect Star Wars                  | Terminal Reality      | Xbox Game Studios | 2012   | Xbox 360                    |
| Nike+ Kinect Training             | Sumo Digital          | Xbox Game Studios | 2012   | Xbox 360                    |
| Kinect Sesame Street TV           | Soho Productions      | Xbox Game Studios | 2013   | Xbox 360                    |
| Kinect Sports Rivals              | Rare                  | Xbox Game Studios | 2014   | Xbox One                    |
| Halo: The Master Chief Collection | 343 Industries        | Xbox Game Studios | 2014   | Xbox One                    |
| Crackdown 3: Wrecking Zone        | Elbow Rocket          | Xbox Game Studios | 2019   | Xbox One, Microsoft Windows |